# Чёрная легенда
Чёрная легенда — историографический феномен, при котором устойчивая тенденция в исторической литературе предвзятого освещения и введения сфабрикованных, преувеличенных и/или вырванных из контекста фактов направлена против конкретных лиц, наций или учреждений с намерением создать искажённый и однозначно бесчеловечный образ их, скрывая их положительный вклад в историю. Этот термин впервые был использован французским писателем Артуром Леви в его работе 1893 года Napoleon Intime, в отличие от выражения «Золотая легенда», которое было в ходу в Европе с момента публикации одноимённой книги в средние века. 
Чёрные легенды были созданы против многих народов и культур, как правило, в результате пропаганды и ксенофобии. Например, «Испанская чёрная легенда» (исп. La leyenda negra española) — это теория о том, что антииспанская политическая пропаганда, будь то об Испании, Испанской империи или Латинской Америке, иногда «поглощалась и превращалась в широко распространенные стереотипы», предполагающие, что Испания была «уникально злой».

## Истоки
Термин был впервые использован Артуром Леви в 1893 году:

However, if we study the life of the emperor properly, we will soon get rid of the legends, both the golden legend, and the legend that we may call the Napoleonic black legend. This is the truth: Napoleon was not a God, nor was he a monster.— Arthur Lévy, Napoleon Intime
Историк Мануэль Фернандес Альварес определил чёрную легенду как:

[…] the careful distortion of the history of a nation, perpetrated by its enemies, in order to better fight it. And a distortion as monstrous as possible, with the goal of achieving a specific aim: the moral disqualification of the nation, whose supremacy must be fought in every way possible. 
Оригинальный текст (исп.)[...] cuidadosa distorsión de la historia de un pueblo, realizada por sus enemigos, para mejor combatirle. Y una distorsión lo más monstruosa posible, a fin de lograr el objetivo marcado: la descalificación moral de ese pueblo, cuya supremacía hay que combatir por todos los medios.

По словам историка Эльвиры Рока Бареа, формирование чёрной легенды и её ассимиляция нацией, которая от неё страдает, — явление, наблюдаемое во всех мультикультурных империях, а не только в Испанской империи. Чёрная легенда об империях была бы результатом сочетания следующих факторов:
1. Объединение пропагандистских атак и усилий самых мелких держав того времени, а также побеждённых соперников.
2. Пропаганда, созданная многими соперничающими фракциями внутри самой империи друг против друга в рамках их борьбы за большую власть.
3. Самокритика интеллектуальной элиты, которая, как правило, выше в крупных империях.
4. Необходимость консолидации новых держав при жизни империи или после её распада, чтобы оправдать их новое господство и новый порядок.

## Общие элементы Чёрных легенд
Отличительной чертой чёрной легенды является то, что она была сфабрикована и распространена преднамеренно. Чёрные легенды также имеют тенденцию делиться некоторыми дополнительными элементами:
- Перманентный декаданс. Чёрные легенды склонны изображать своих подданных в постоянном состоянии вырождения.
- Вырожденная или загрязнённая версия чего-то другого. Субъект изображается как выродившаяся форма другой, обычно другой цивилизации, нации, религии, расы или человека, который представляет собой истинную, чистую и благородную форму того, чем должен был быть предмет чёрной легенды, и это, как правило, совпадает с тот, кто строит легенду.
- Случайность заслуг. Чёрные легенды имеют тенденцию преуменьшать достоинства, которые они не могут полностью стереть или скрыть, изображая их либо как «простую удачу», оппортунизм, либо, в лучшем случае, как отдельные качества.
- Обязательные нравственные действия. Когда благородный поступок субъекта нельзя отрицать, он каким-то образом представляется как совершенный из личного интереса или по необходимости.
- Природная моральная неполноценность и неисправимый характер. Чёрная легенда имеет заключительный тон, в котором не даётся никакой надежды на исправление, ибо недостатки были в ней с самого начала и не могут быть преодолены, как правило, из-за моральной слабости. Обычно это показывают сказки с:

Рассказы о чёрных легендах, как правило, включают: Сильный пафос в сочетании с лёгким для восприятия и эмоционально насыщенным повествованием, созданным:
- Подробные, ужасные и болезненные описания пыток и насилия, которые во многих случаях, кажется, не служат никакой практической цели.
- Сексуальные элементы, либо крайняя сексуальная развратность, либо подавление, либо, чаще, сочетание того и другого.
- Невежество. Отсутствие интеллектуальной утончённости или независимости.
- Жадность, материализм, обвинения в неуважении к священным или очень важным институтам или моральным правилам.
- Тема, обычно жадность, жестокость, садизм или фанатизм, которая формирует постоянный характер и остаётся стабильной в легенде, даже если конкретные «доказательства», подтверждающие её, могут измениться или даже стать противоположными первоначальным.
- Простота элементов, частое повторение одних и тех же анекдотов или сценариев с разными вариациями. Часто предлагаются мотивы действий, но они бывают либо одним, либо двумя, отрицательными, чёткими и постоянными.

## Чёрные легенды

### Испанская чёрная легенда
Факторы, которые отличали бы Испанскую Чёрную легенду от других, могут включать её ненормальное проникновение и распространение среди наций, её расовый компонент и её ненормальное постоянство во времени. Причины этого были предложены как:
1. Совпадение периода расцвета Испанской империи с введением печатного станка в Англии и Германии, что позволило пропаганде таких колониальных и религиозных соперников распространяться быстрее и шире, чем когда-либо прежде, и сохраняться во времени ещё долго после исчезновения империи. Существует поверье, что испанцы, когда-то известные своей жестокостью, добились успеха в обращении в католицизм, потому что коренные жители нашли идолов похожими на их собственную религию[3].
2. Постоянство после распада империи из-за религиозных факторов.
3. Демонтаж и замена испанского интеллектуального класса другим, более благоприятным для бывшего соперника Франции, после войны за испанское наследство, которая установила французский нарратив в стране.
4. Уникальные характеристики колониальных войн раннего современного периода и необходимость новых колониальных держав для узаконивания притязаний на теперь уже независимые испанские колонии, а также уникальные и новые характеристики пришедшей ей на смену Британской империи[4].

Гипотеза об испанской Чёрной легенде, ассимилировавшей антииспанскую пропаганду XVI и XVII веков, пользуется высоким уровнем признания среди специалистов, но степень её охвата и данные, на которые она повлияла, а также то, что могло на самом деле произойти вместо этого, все ещё обсуждаются, особенно в отношении испанской колонизации Америки, где несколько письменных источников оказались надёжными. В настоящее время историки изучают генетические, а также новые научные и статистические методы исследования.
Также ведутся споры о том, действует ли испанская черная легенда сегодня. В то время как некоторые авторы, такие как Пауэлл, считают, что Черная легенда продолжает влиять на современную политику и международные отношения, другие авторы, такие как Генри Кеймен, считают, что она осталась позади. Некоторые приписывают Черной легенде многие проблемы между епископальной церковью и латинским сообществом.

### Русская чёрная легенда
Есть аргумент, что Россия страдает от собственной чёрной легенды. Фальсификации, такие как Завещание Петра Великого, будут частью[чего?]. Лидия Блэк описывает в своей работе «Русские на Аляске» то, что она считает частью развития русской чёрной легенды.

### Византия
Как отмечает Сергей Аркадьевич Иванов: «…В XVII веке слово „Византия“ всё ещё используется без всякого отрицательного смысла. А вот в XVIII веке приходят философы Просвещения, которые, начиная с Монтескье, Византию ненавидят. Возникает этот чёрный миф, который потом продержался до середины XX века».